# A solo (romanzo)
A solo è un romanzo di Jack Higgins pubblicato nel 1980. I diritti cinematografici furono acquistati dalla United Artists.
La maggior parte degli uomini ha una doppia vita. John Mikali ne ha una tripla: è un pianista di fama mondiale, un amante molto abile e, all'insaputa di tutti, un assassino perfetto.

## Trama
Mikali è un grande pianista, famoso in tutto il mondo, acclamato ovunque vada. Il suo fascino è irresistibile per tutte le donne, anche quelle più fredde, eppure lui è sempre schivo e solitario. Mikali è anche l'uomo più pericoloso d'Europa, uno spietato assassino che uccide non per vendetta o per un ideale, ma per l'estasi e l'eccitazione che ricava dalle sue sanguinose missioni.
Anche Asa Morgan è un killer: un soldato fino in fondo, per il quale non esiste altra vita che quella dell'esercito. Inizia la sua carriera ad Arnhem e perfeziona le sue tecniche di attacco in Corea, in Malesia, a Cipro, nell'Oman e nei sotterranei della Cina comunista. Colonnello nell'Irlanda del Nord, combatte la sua guerra privata con la stessa controllata ferocia che ha caratterizzato tutte le sue azioni.
Per sfuggire alla polizia Mikali travolge e uccide una ragazza: la figlia di Asa Morgan. Inizia così una caccia all'uomo senza tregua e senza quartiere, che potrà sfociare sono nella morte di uno dei due protagonisti.

## Edizioni in italiano
- Jack Higgins, A solo, Sperling e Kupfer, Milano 1980
- Jack Higgins, A solo, traduzione di Tullio Dobner, Mondadori, Milano 1984